# Xavier Lemaître
Pour les articles homonymes, voir Lemaître.
 Xavier Lemaître est un acteur français, né le 23 janvier 1966 à Bordeaux.

## Biographie
Diplômé de la Kedge Business School, Xavier Lemaître est directeur de la maison de joaillerie Cartier lorsqu'il y rencontre Jean-Claude Brialy qui l'incite à faire du théâtre,. En 2005, il quitte cet emploi à l'âge de 39 ans, passe une audition et est admis aux ateliers du Sudden, l'école de théâtre du comédien Raymond Acquaviva avec qui il fait ses premiers pas sur scène dans Le Bourgeois gentilhomme, Le Songe d'une nuit d'été et Andromaque. En deux ans, il devient professionnel. Jean-Claude Brialy lui dédicace son autobiographie J’ai oublié de vous dire : « Pour toi Xavier, la perle la plus précieuse de chez Cartier, jeune acteur en herbe, grand comédien demain, qui sera la perle de la Comédie-Française ».
Dès 2008, Xavier Lemaître apparaît dans diverses séries telles que Section de recherches, Sœur Thérèse.com et au cinéma travaille avec Richard Berry, Guillaume Gallienne, Valérie Lemercier. Il joue également à la télévision britannique dans Mr Selfridge et Riviera[source insuffisante].
En 2018, il décroche son premier rôle principal dans Un adultère de Philippe Harel aux côtés d'Isabelle Carré et de Brigitte Fossey qui lui vaut le prix d'interprétation masculine au Festival TV de Luchon,,. Le téléfilm reçoit également le prix du public au Festival du film français de Los Angeles. Le film est bien accueilli par la presse, et par le public lors de sa diffusion sur Arte (1,37 million de téléspectateurs).
Il est père de trois enfants et vit à Paris avec sa compagne Diana Dondoe, mannequin roumaine,.

## Filmographie

### Cinéma
- 2006 : Barnabé et moi de Constance Stalla
- 2006 : Chevaliers Errants au sud de l'Anamour d'Antoine Fromental
- 2007 : It's now or never de Samuel Aichoun
- 2007 : Bonnes Vacances de Vincent Jouan
- 2008 : Emma de François-Xavier Bourrau
- 2008 : 5e Gauche de Raphaël Holt
- 2010 : L'Immortel de Richard Berry : Le policier de l’Évêché
- 2011 : Rocco et Paméla de Jean-Marc Bouvier
- 2011 : OVO d'Alban Sapin
- 2012 : Il était une fois, une fois de Christian Merret-Palmair : Henri-Louis Vuiret
- 2012 : De l'autre côté du périph de David Charhon : Lionel
- 2013 : 20 ans d'écart de David Moreau : Alain
- 2013 : Les Garçons et Guillaume, à table ! de Guillaume Gallienne : Marc
- 2014 : 3 Days to Kill de McG : Handsome Banker
- 2015 : Antigang de Benjamin Rocher : Garnier
- 2015 : Alaska de Claudio Cupellini : Maître Parigi
- 2017 : Marie-Francine de Valérie Lemercier : Youyou

### Télévision
- 2008 : Section de recherches : Thierry Dubreuil (saison 3, épisode 3 : Forêt noire)
- 2008 : Pas de secrets entre nous (série)
- 2009 : Sœur Thérèse.com : le bijoutier (épisode Gros lot)
- 2009 : Chante ! : Meunier (épisode Le temps de la vérité)
- 2009 : Comprendre et Pardonner de Vincent Sacripanti
- 2010 : Engrenages : Directeur adjoint de la maison d'arrêt (saison 3)
- 2011 : Les Beaux Mecs : policier (série)
- 2011 : Le Jour où tout a basculé : Alexandre (épisode Nourrice et victime de son employeur)
- 2012 : Toussaint Louverture de Philippe Niang : Marquis d'Hermona
- 2013 : RIS police scientifique : le capitaine (épisode Mauvaise foi)
- 2013 : Ce monde est fou de Badreddine Mokrani : Directeur de la Sécurité
- 2013 : C'est la crise ! de David Freymont
- 2013 : Sous le soleil de Saint-Tropez : Jonathan (série)
- 2013 : La Rupture de Laurent Heynemann : Le moniteur de ski, invité de Giscard
- 2014 : Falco : Arthur Quilleré (épisode Au clair de la lune)
- 2014 : La Vallée des mensonges de Stanislas Graziani : Jean
- 2014 : Camping Paradis : Arnaud (saison 6, épisode 3 : Un coach au paradis)
- 2015 : Mr Selfridge : Jacques de Sibour (saison 3)
- 2015 : Le juge est une femme : Hervé Carpentier (épisode À brides abattues)
- 2016 : Lanester : Thomas Valdini (épisode Memento Mori)
- 2016 : Meurtres à Dunkerque de Marwen Abdallah : Richard Delmotte
- 2016 : Mongeville : Marc Rochouant (épisode Amicalement Meurtre)
- 2017 : Riviera (série)
- 2018 : Un adultère de Philippe Harel : Julien Lemonnier
- 2018 : Crimes parfaits : Laurent Lombard (saison 1, épisode 6 : Haute tension)
- 2018 : Commissaire Magellan : Benjamin (épisode La belle équipe)
- 2019 : Olivia de Thierry Binisti : Christophe (série)
- 2020 : Kidnapping de Henrik Ruben Genz et Kasper Gaardsøe (série)
- 2020 : Crime à Saint-Affrique (Crime dans le Larzac) de Marwen Abdallah
- 2021 : Lupin : Thibault Du Quenoy
- 2021 : Jugée coupable : Nicolas Leroux
- 2021 : Candice Renoir de Christelle Raynal : Docteur Zellenberg (saison 9, épisode 6 : La beauté ne se voit qu'avec les yeux de l'âme)
- 2022 : Hamilton d'Erik Leijonborg : Jacques Conrad (série suédoise)
- 2022 : Sentinelles de Jean-Philippe Amar : Siméoni (épisodes 4 à 7)
- 2022 : L'École de la vie de Slimane-Baptiste Berhoun : Gilles, le père de Margaux (saison 1 et 2)
- 2023 : Bardot de Christopher Thompson et Danièle Thompson : Georges Cravenne (mini-série)
- 2023 : Les Petits Meurtres d'Agatha Christie de Christophe Douchand : Pierre Baldini (saison 3, épisode 9 : Mortel Karma)
- 2023 : Benoît Génant Officiel de Eric Lavaine
- 2024 : Camping Paradis : Julien (saison 15, épisode 1 : Une régate au Paradis)
- 2024 : Meurtres à Honfleur de Christelle Raynal : Villiers

## Théâtre
- 2006 : Le Bourgeois gentilhomme de Molière, mise en scène Raymond Acquaviva
- 2006 : Le Songe d'une nuit d'été de William Shakespeare, mise en scène Jonathan Chasseigne
- 2007 : Andromaque de Racine, mise en scène François Bourcier
- 2007 : Aux Larmes Citoyens de et mise en scène Raymond Acquaviva
- 2008 : Tartuffe de Molière, mise en scène Raymond Acquaviva
- 2008 : La Mort de Danton de Georg Büchner, mise en scène Héloïse Levain
- 2009 : La Sœur du Grec d'Éric Delcourt, mise en scène Jean-Luc Moreau, théâtre Le Temple
- 2010-2011 : Hors piste d'Éric Delcourt, mise en scène Dominique Deschamps, Comédie Bastille
- 2023-2025 : Zourou, au delà des mots de et mise en scène Mélodie Molinaro, Festival Off d'Avignon et tournée en France et en Suisse

## Distinction
- Festival TV de Luchon 2018 : prix d'interprétation masculine pour Un adultère